# Colapuy
La Colapuy est une variété de pomme qui serait originaire de Crimée.

## Synonymes
Elle a pour synonymes : Nicolas Puy, Pomme Sonnette, Pomme à grelot,  et s'orthographie aussi Colapuis, Colaspuis ou Colapuits.

## Historique
L'histoire dit qu'elle aurait été ramenée sous le Second Empire, vers 1854, par un soldat dénommé Nicolas Puy. Très cultivée en Picardie lors de son introduction en France, on la trouve désormais un peu partout dans le pays.

## Description
- Usage : très bonne pomme à couteau, la pomme 'Colapuy' est particulièrement juteuse, ce qui en fait également une bonne pomme à jus ou à cidre.
- Calibre : moyen. Un éclaircissage est recommandé pour l'obtention de fruits plus volumineux.
- Chair : blanche, fine et sucrée.
- Forme : allongée et asymétrique ressemblant un peu à Kandil Sinap et à Cloche, sa forme évoquant parfois celle d'une clochette.
- Épicarpe : couleur verte puis jaune strié de rouge plus foncé à l'exposition.
- Pédoncule : court ou moyen, presque toujours accompagné par une boursouflure charnue à son point d'insertion dans une cavité étroite et peu profonde.
- Œil : clos, dans une cavité large, peu profonde et mamelonnée.

Ses pépins sonnent lorsqu'on secoue le fruit mûr, particularité non systématique (variable suivant les fruits). Les loges carpellaires sont en effet assez larges pour que les graines puissent y danser à l'intérieur, frappent les parois et résonnent quand on les secoue, transformant la pomme en maracas ou en hochet.

## Culture

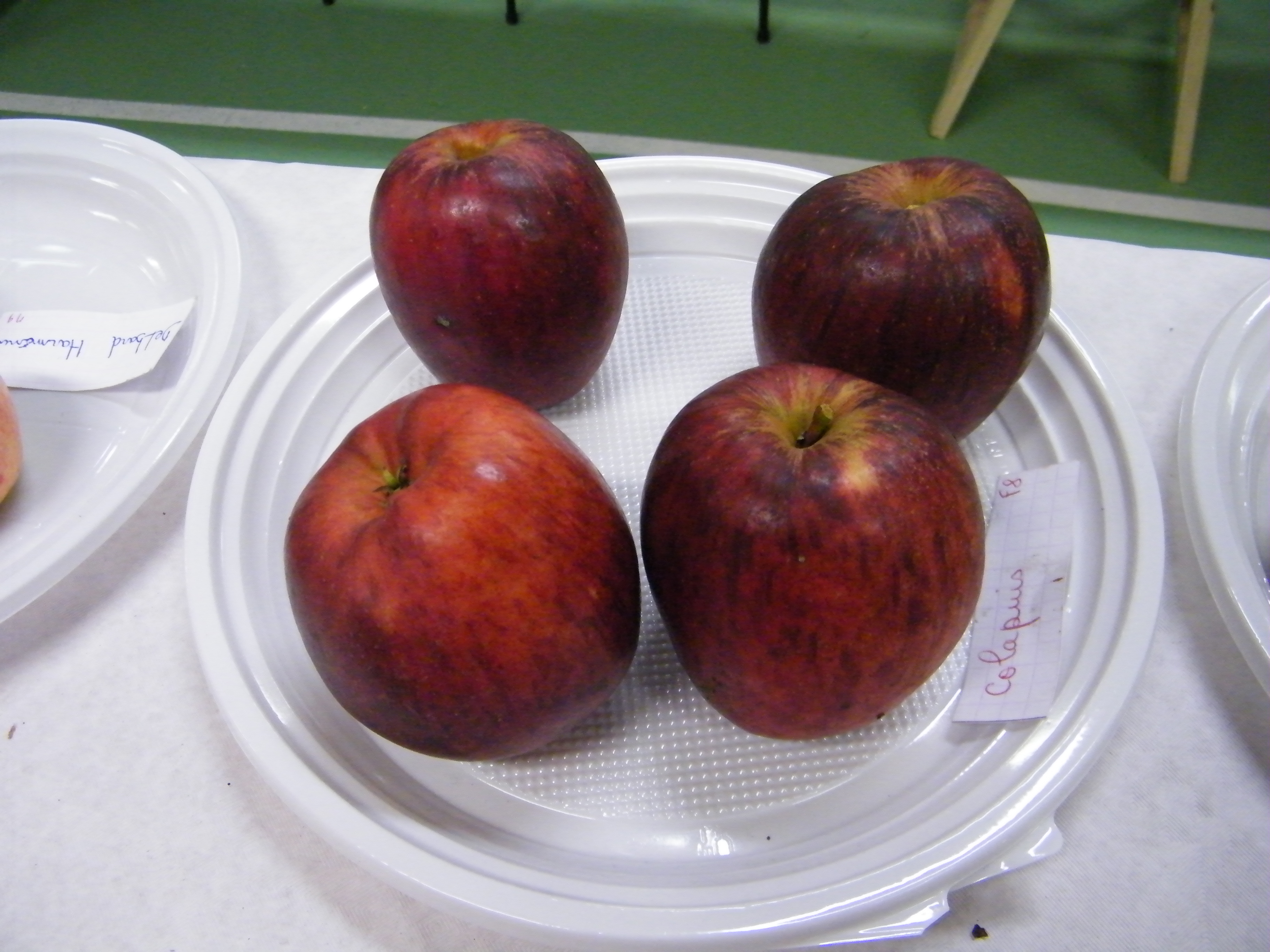
Colapuy.

L'arbre de faible vigueur est moyennement fertile et a une forte tendance à l'alternance. Éviter les porte-greffes faibles (type B9, M9 ou M106), privilégier la haute tige.
Il fleurit à mi-saison, est autofertile.
Très faible sensibilité à la tavelure du pommier et résistant à l'oïdium.
La Colapuy se récolte en novembre et se conserve très bien grâce à une cuticule plus épaisse que la moyenne.